# Christian August Berwald
Christian August Berwald (* 24. August 1798 in Stockholm; † 13. November 1869 ebenda) war ein schwedischer Geiger und Musikpädagoge.

## Leben und Wirken
Der Sohn des Violinisten Christian Friedrich Georg Berwald und jüngere Bruder des Komponisten Franz Berwald war von 1815 bis 1860 Geiger in der Königlichen Hofkapelle Stockholm, ab 1832 als Zweiter und ab 1834 als Erster Konzertmeister des Orchesters. Hierauf wurde er zum Inspektor des Konservatoriums (1863–1866) und Mitglied der Königlich Schwedischen Musikakademie berufen.
Berwald komponierte einige kammermusikalische Werke. Ein der Kaiserin Eugénie de Montijo gewidmetes Werk wurde mit einer Goldmedaille ausgezeichnet. Zeit seines Lebens bemühte er sich um die Förderung seines Bruders und versuchte mehrfach, ihm eine Stelle an der Musikakademie zu verschaffen. Gemeinsam mit ihm spielte er 1817 dessen Konzert für zwei Violinen in E-Dur, 1820 war er der Solist in der Uraufführung von dessen Violinkonzert cis-Moll. In erster Ehe war er mit Maria Charlott Ljungberg (1816–1843) verheiratet, der Tochter eines Ofensetzers, in zweiter Ehe mit der Pianistin Hedvig Sofia Sundblad.